# 杉本大一郎
杉本 大一郎（すぎもと だいいちろう、1937年3月18日 - ）は、日本の天文学者・宇宙物理学者。専門は恒星進化論。学位は、理学博士（京都大学）。東京大学名誉教授、放送大学名誉教授。2012年瑞宝中綬章受章。

## 経歴
京都府乙訓郡新神足村（現・長岡京市）出身。父は開業医。1955年、京都府立桂高等学校卒業。国語の担当教員は、後に国文学者となる清水好子だった。京都大学工学部電子工学科に進学するも2年次に転部し、1959年に京都大学理学部物理学科を卒業。京都大学大学院理学研究科に進学し、林忠四郎が教授を務める天体核研究室に入り林に師事する。1964年、京都大学大学院理学研究科原子核理学専攻博士課程を修了し、理学博士の学位を取得。
1964年名古屋大学理学部物理学科助手。1967年米国科学アカデミーNASA研究員。1969年帰国。1970年東京大学教養学部助教授。1981年「近接連星系の星の進化」に対し仁科記念賞受賞。1984年東京大学教養学部教授に就任。1988年日本学術会議会員。同年起きた東大駒場騒動で、中沢新一がフラクタル理論を誤解しているとして中沢の任用に反対し、西部邁から罵倒される。1995年「星の進化と超新星の理論」に対し日本学士院賞を受賞。この受賞対象は共同研究である。1996年組織変更により東京大学大学院総合文化研究科教授となる。1997年定年退官し放送大学教授に就任。2007年放送大学を定年退職。2012年春、瑞宝中綬章叙勲。

## 人物
N体シミュレーション専用計算機であるGRAPEプロジェクトの創始者。杉本の弟子には野本憲一、戎崎俊一、牧野淳一郎らがいる。

## 著書

### 単著
- 『宇宙の終焉』 講談社ブルーバックス、1978年[1]
- 『星の進化と終末』 恒星社厚生閣、現代天文学講座7、1979年
- 『エントロピー入門』 中央公論社 中公新書、1985年[1]
- 『相対性理論は不思議でない』 岩波書店　NEW SCIENCE AGE 26、1987年
- 『宇宙と星の基礎知識・宇宙は最後にどうなるのですか』 講談社、1989年
- 『いまさらエントロピー？』 丸善パリティーブックス、1990年
- 『現代の宇宙像・星はどのように進化するか？』 培風館、1991年
- 『手作りスーパーコンピュータへの挑戦 テラ・フロップス・マシンをめざして』講談社ブルーバックス、1993年[1]
- 『宇宙とその歴史』 放送大学、2000年3月
- 『計算科学. 2003』 放送大学、2003年3月
- 『使える数理リテラシー』 放送大学、2003年3月　のち勁草書房
- 『外国語の壁は理系思考で壊す』 2010年10月　集英社新書

### 共編著
- 『宇宙地球科学』浜田隆士共著 東京大学出版会、1975年[1]
- 『現代天文学小事典』 講談社ブルーバックス、1983年
- 『物理の考え方』 村上陽一郎との共著、平凡社、1987年
- 『専用計算機によるシミュレーション　デスクトップ・スーパーコンピュータ入門』 朝倉書店、1994年[1]
- 『天体と宇宙の進化 1-2』　放送大学、1997年
- 『宇宙の進化』 吉岡一男共編著　放送大学　2001年3月
- 『科学の思想と論理』　山田晃弘共編著　放送大学　2001年3月
- 『複雑システム科学』 編著　放送大学　2002年3月
- 『宇宙からの情報 ('05) 』 吉岡一男との共著、放送大学教育振興会、2005年
- 『進化する宇宙』 吉岡一男共編著 放送大学 2005年3月

### 訳書
- 『新しい天文学』 P・マーデン著、横尾広光共訳 岩波現代新書、1981年